# Eleutherodactylus sisyphodemus
Eleutherodactylus sisyphodemus är en groddjursart som beskrevs av James Mascall Morrison Crombie 1977. Eleutherodactylus sisyphodemus ingår i släktet Eleutherodactylus och familjen Eleutherodactylidae. IUCN kategoriserar arten globalt som akut hotad. Inga underarter finns listade i Catalogue of Life.